# God's Equation
God's Equation is het vierde album van Pagan's Mind, uitgebracht in 2007 door Limb.

## Track listing
1. "The Conception" − 2:03
2. "God's Equation" − 7:57
3. "United Alliance" − 5:04
4. "Atomic Firelight" − 5:19
5. "Hallo Spaceboy" (David Bowie cover) − 5:30
6. "Evolution Exceed" − 6:08
7. "Alien Kamikaze" − 4:37
8. "Painted Skies" − 6:33
9. "Spirit Starcruiser" − 6:02
10. "Farewell" − 2:10
11. "Osiris' Triumphant Return" − 8:45

## Band
- Nils K. Rue - Zanger
- Jørn Viggo Lofstad - Gitarist
- Steinar Krokmo - Bassist
- Ronny Tegner - Toetsenist
- Stian Kristoffersen - Drummer